# Haematopota dissimilis
Haematopota dissimilis är en tvåvingeart som beskrevs av Ricardo 1911. Haematopota dissimilis ingår i släktet Haematopota och familjen bromsar. Inga underarter finns listade i Catalogue of Life.